# علا علی
علا علی (عربی: علاء علی؛ زادهٔ ۲۸ ژانویهٔ ۱۹۸۸ - درگذشته ۱۱ نوامبر ۲۰۱۹) یک بازیکن فوتبال اهل مصر بود.
از باشگاه‌هایی که در آن بازی کرده‌است می‌توان به باشگاه ورزشی زمالک و تیم ملی فوتبال مصر اشاره کرد. وی همچنین در تیم ملی فوتبال مصر بازی کرده‌است.